# Kosmochlor
Le kosmochlor est une espèce minérale de la famille des silicates, classe des inosilicates, groupe des pyroxènes, de composition chimique idéale NaCrSi2O6, avec des traces de titane, aluminium, fer, manganèse, magnésium, calcium, potassium et phosphore. Il forme des cristaux prismatiques courts de 2 mm.

## Historique de la description et appellations

### Inventeur et étymologie
- Décrit en 1897 par le minéralogiste allemand Hugo Laspeyres qui l'observe dans une météorite ferreuse près de Toluca, au Mexique[6]. Il le nomme kosmochlor, d'après l'allemand kosmischle (cosmique) pour son origine météoritique et le grec Khlôros (vert) pour sa couleur.
- En 1965, Clifford Frondel et Cornelis Klein Jr le décèlent dans plusieurs météorites de fer, le synthétisent, et en décrivent précisément la structure cristalline[7]. Ils le nomment ureyite en hommage au lauréat du prix Nobel de chimie Harold Clayton Urey[1], mais supposent qu'il s'agit du minéral déjà décrit par Laspeyres. Des études ultérieures confirment cette hypothèse[2]. C'est finalement le nom de kosmochlor qui est retenu par l'IMA[8].

### Topotype
GisementMétéorite de Toluca, Jiquipilco (Xiquipilco), Mexique.
Echantillons
National Museum of Natural History, Washington D.C., États-Unis, N°81869, N°81870
British Museum, Londres, Angleterre, N°81869 et N°81870

### Synonymie
- chrome-acmite
- cloromelanitite (Fornaseri M., Bensa G. – 1939)[9]
- cosmochlore : bien que ce ne soit pas le terme officiel, c'est le nom le plus courant pour cette espèce minérale.
- ureyite (Cameron, M., S. Shigeho, C.T. Prewitt & J.J. Papike 1973)[10]

## Caractéristiques physico-chimiques

### Cristallochimie
- Elle fait partie du groupe des clinopyroxènes sodiques

Clinopyroxènes sodiques
- aegirine NaFe3+Si2O6
- jadéite NaAlSi2O6
- Jervisite (Na,Ca,Fe)(Sc,Mg,Fe)Si2O6
- kosmochlor NaCrSi2O6
- namansilite NaMn(Si2O6)
- natalyite Na(V,Cr)Si2O6
- spodumène LiAlSi2O6

### Cristallographie
- Paramètres de la maille conventionnelle : a = 9,57 Å, b = 8,71 Å, c = 5,26 Å ; Z = 4 ; V = 418,84 Å3 ;
- Densité calculée = 3,60 g cm−3.

### Propriétés physiques
Le kosmochlor cristallise dans le système monoclinique.

## Gîtes et gisements

### Gîtologie et minéraux associés
Gîtologie
- Présente dans les météorites de fer (Toluca, Toluca)
- Comme constituant du jade birman[11].

minéraux associéscliftonite, chromo-diopside, troïlite (Toluca)
daubréelite (Coahuila)
krinovite, roedderite, hight albite, richtérite, chromite (Toluca)
jadéite, chromite, chlorite (Birmanie)

### Gisements producteurs de spécimens remarquables

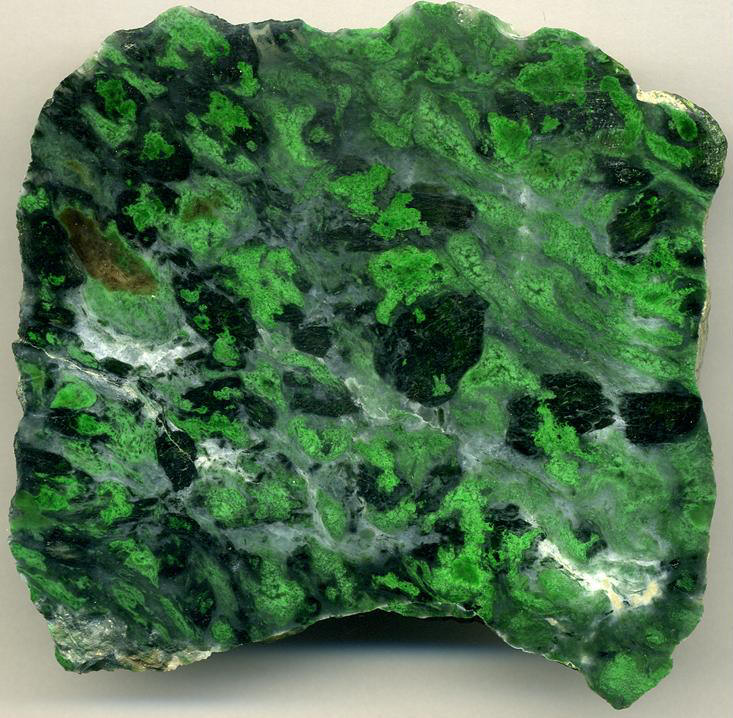
Kosmochlor de Birmanie.

- Birmanie

Tawmaw (Tawhmaw; Taw Maw), District de Myitkyina-Mogaung, dans l'État Kachin
- États-Unis

Canyon Diablo meteorite, Meteor Crater and vicinity, Winslow, Comté de Coconino, Arizona
- Italie

Mocchie, Condove, vallée de Susa, Province de Turin, Piémont
- Mexique

Météorite de Toluca, Jiquipilco (Xiquipilco) (Topotype)